# Грінвуд (Небраска)
Грінвуд (англ. Greenwood) — селище (англ. village) в США, в окрузі Кесс штату Небраска. Населення — 595 осіб (2020).

## Географія
Грінвуд розташований за координатами 40°57′43″ пн. ш. 96°26′35″ зх. д. / 40.96194° пн. ш. 96.44306° зх. д. (40.961818, -96.443051).  За даними Бюро перепису населення США в 2010 році селище мало площу 1,07 км², з яких 1,07 км² — суходіл та 0,00 км² — водойми.

## Демографія
Згідно з переписом 2010 року, у селищі мешкало 568 осіб у 223 домогосподарствах у складі 155 родин. Густота населення становила 532 особи/км².  Було 233 помешкання (218/км²).
Расовий склад населення:
| - 95,1 % — білих - 0,2 % — корінних американців - 0,2 % — чорних або афроамериканців - 0,2 % — азіатів - 1,2 % — осіб інших рас |

До двох чи більше рас належало 3,2 %. Частка іспаномовних становила 3,0 % від усіх жителів.
За віковим діапазоном населення розподілялося таким чином: 23,1 % — особи молодші 18 років, 64,8 % — особи у віці 18—64 років, 12,1 % — особи у віці 65 років та старші. Медіана віку мешканця становила 40,7 року. На 100 осіб жіночої статі у селищі припадало 98,6 чоловіків;  на 100 жінок у віці від 18 років та старших — 104,2 чоловіків також старших 18 років.
Середній дохід на одне домашнє господарство  становив 58 091 долар США (медіана — 51 042), а середній дохід на одну сім'ю — 66 067 доларів (медіана — 62 361). За межею бідності перебувало 6,6 % осіб, у тому числі 5,4 % дітей у віці до 18 років та 5,0 % осіб у віці 65 років та старших.
Цивільне працевлаштоване населення становило 279 осіб. Основні галузі зайнятості: освіта, охорона здоров'я та соціальна допомога — 23,7 %, виробництво — 14,0 %, роздрібна торгівля — 13,6 %.